# Bácsi (település)
Bácsi (románul: Băcia, németül: Schäfersdorf) falu Romániában, Erdélyben, Hunyad megyében.

## Fekvése
Dévától 18 km-re délkeletre, a Sztrigy bal partján fekszik.

## Nevének eredete
Neve az ómagyar Bács személynév -i birtokjeles alakjából ered. Először 1332-ben Bachi, 1404-ben Baach, 1421-ben Baach Inferior, 1480-ban Also Bachy alakban szerepelt.

## Népessége
- 1785-ben 332 civil lakosa volt. Ugyanazon évben 54 ortodox családfőt írtak össze benne, míg a rákövetkező évben négy görögkatolikus lelket. református egyháza 1766-ban, Piskivel együtt, 87 főt számlált.[2]
- 1850-ben 546 lakosából 287 volt román, 182 magyar és 77 cigány nemzetiségű; 284 ortodox, 167 református, 83 görög és 12 római katolikus vallású.
- 1910-ben 732 lakosából 356 volt magyar, 344 román és 32 német anyanyelvű; 336 református, 273 ortodox, 72 görög és 41 római katolikus vallású.
- 2002-ben 710 lakosából 603 volt román, 90 magyar, 10 cigány és 6 német nemzetiségű; 583 ortodox, 76 református, 22 római és 16 görögkatolikus vallású.

## Története
A középkor végén magyar falu, az újkor elején több kisnemesi család lakóhelye volt. 1520 és 23 között, majd 1528-ban és 1536-ban itt ülésezett Hunyad vármegye ítélőszéke. A 17. századból a Győrfi, Antalfi, Zudor, Naja, Bereck és Pap birtokos családokat, 1751-ből a Barcsay, Turi, Sombori és Nagy református családneveket jegyezték föl. Református anyaegyházközsége 1750-ben alakult. Lakossága a 18–19. században élesen kettévált a nyelvükben nagyrészt elrománosodott, de polgáriasultabb tárgyi kultúrájú reformátusok nemesekre és a román zsellérekre, kisebb részt jobbágyokra. 1786-ban 329 lakosának 51%-a volt nemes, 34%-a zsellér és 10%-a jobbágy. Román lakóinak katolizálása a kezdeti látszólagos sikerek után hosszú időre kudarcba fulladt: görögkatolikus egyháza 1759-ben megszűnt, és csak 1829-ben alakult újjá. 1765 és 1851 között az orláti román határőrezred IV., kudzsiri századához tartozott. Reformátusai a reformkorban úgy próbálták elérni, hogy nemesi jogállásukat elismerjék, hogy az 1772-ben alapított felekezeti iskolát községivé tették, ezzel megerősítették helyzetét, gyermekeiket pedig kivették a falusi, román határőriskolából. Az 1850-es népszámláláskor már főként románok szolgáltak határőrként. Református lakói 1930–31-ben Kálvin Ház néven építettek közösségi otthont.

## Látnivalók
- A Brâncoveanu-stílusú Groza-kúria.
- Petru Groza sírja az ortodox templom cintermében.
- A 18. században épült református templom.
- A faluközpontban, a műút szélén Erzsébet királyné 1895-ös látogatása emlékére állított emlékobeliszk.

## Híres emberek
- Itt, az ortodox paplakban született 1884-ben dr. Petru Groza román miniszterelnök.
- Itt született 1937-ben Bartók Ferenc festőművész.

## Gazdasága
- Gyümölcstermesztés, faipar, építőipar.

## Képek

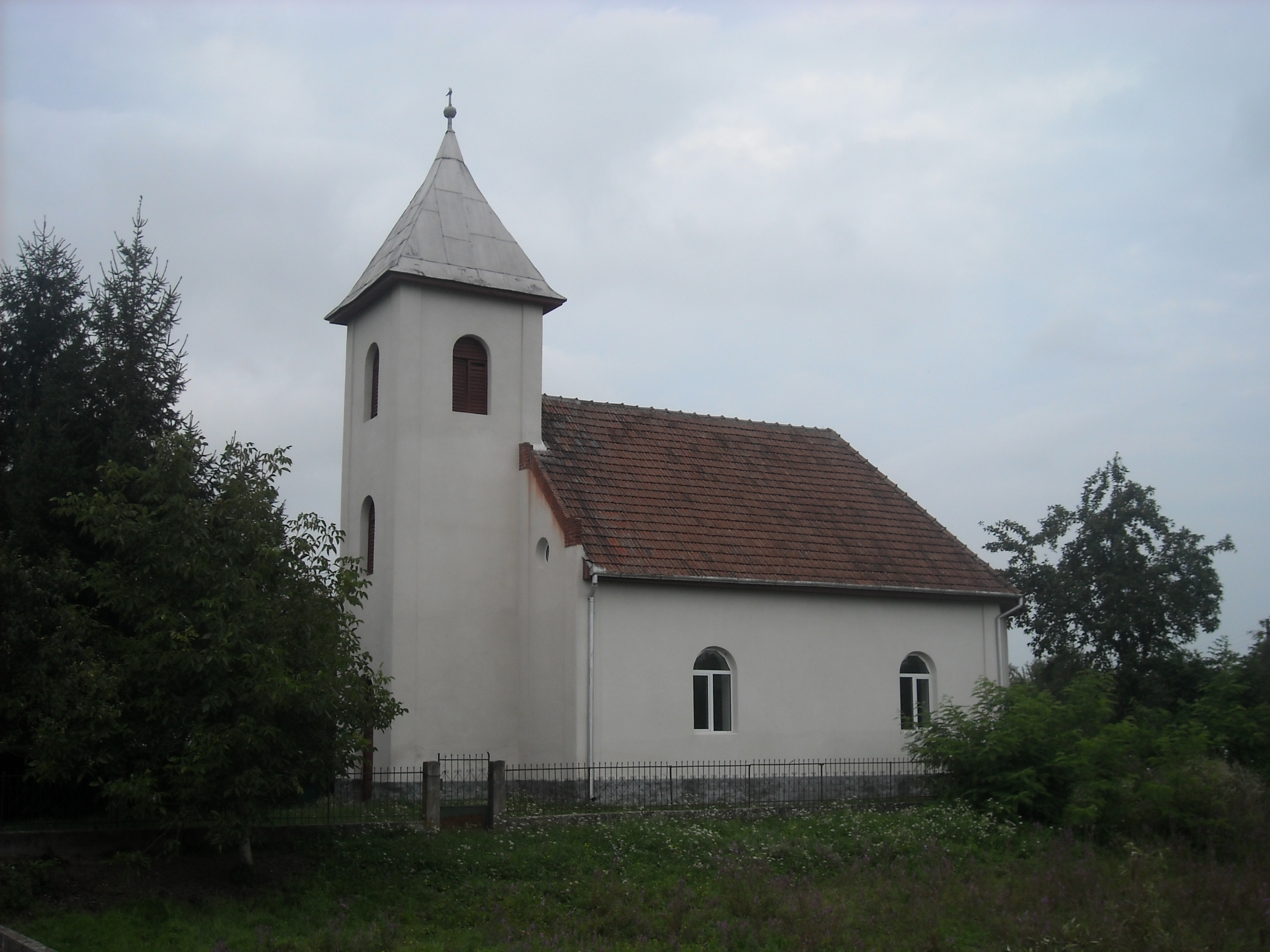
A református templom
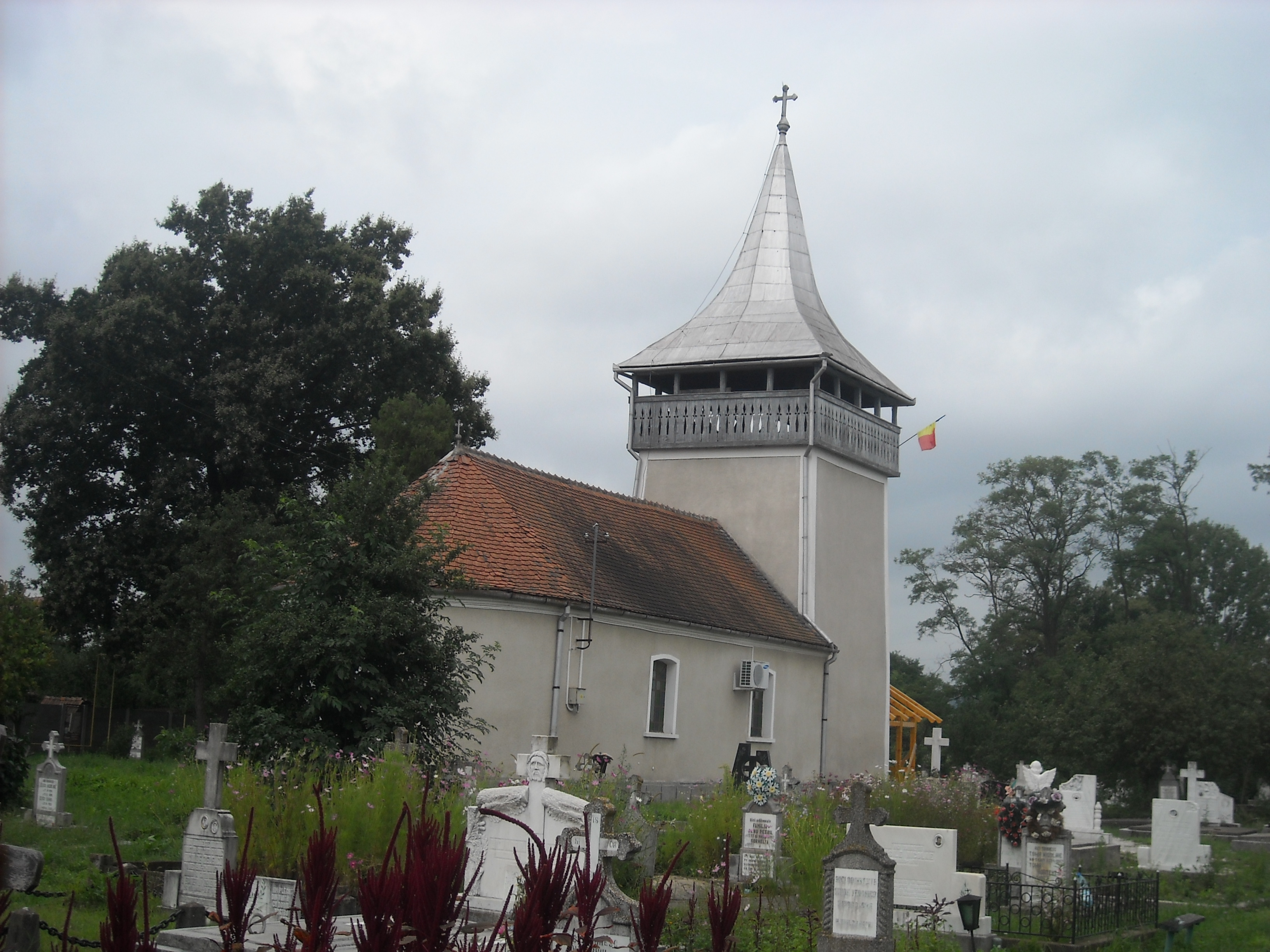
Az ortodox templom
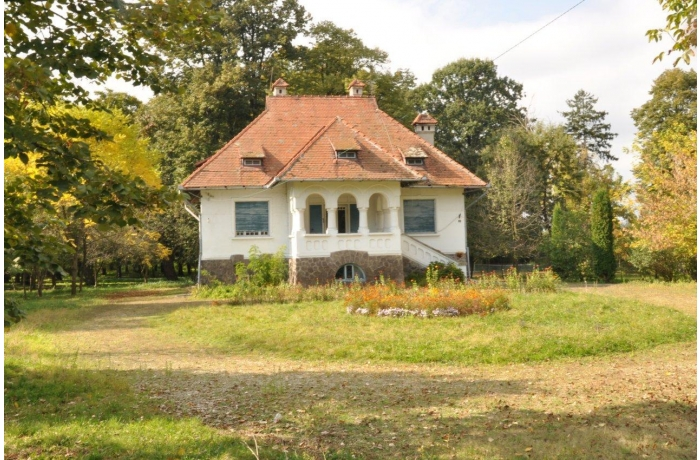
A Groza-kúria